# Conception Bay South
Conception Bay South é uma pequena cidade localizada na costa sul da Baía de Conception, na província de Terra Nova e Labrador. De acordo com o censo canadense de 2016 a cidade tinha uma população de 26.199 habitantes, o que torna Conception Bay South o segundo maior município de Terra Nova e Labrador, atrás somente da capital St. John's.